# Viby kyrka, Närke
Viby kyrka är en kyrkobyggnad som ligger i kyrkbyn Viby i Hallsbergs kommun. Den är församlingskyrka i Viby församling, Strängnäs stift.

## Kyrkobyggnaden
Ursprungliga kyrkan uppfördes på medeltiden. Under senmedeltiden, möjligen år 1421, breddades kyrkan åt söder. En stor ombyggnad genomfördes åren 1763-1772 då kyrktornet uppfördes och kyrkorummets valv ersattes med tunnvalv av trä. Nuvarande sakristia norr om koret uppfördes 1767.
I sin nuvarande form består kyrkan av långhus med rakt avslutat kor i öster och torn i väster. Vid norra sidan finns sakristia och i södra sidan ett vapenhus.

## Inventarier
- Altaruppsatsen sammanställdes år 1661 med tolv medeltida apostlaskulpturer och med nya målningar. Altaruppsatsen med altartavla ersatte ett medeltida altarskåp.
- Nuvarande predikstol tillkom vid en renovering 1915 och är i samma stil som en ursprunglig predikstolen som numera är försvunnen. Vid predikstolen står ett timglas i mässing som fanns i kyrkan redan år 1729.
- Dopfunten i kalksten är sannolikt från 1100-talet.

### Orgel
- 1653 byggdes en orgel med 5 stämmor som gjordes av en prästson i socknen.[1]
- 1804 sätts en orgel upp, troligen byggd under 1700-talet med 9 stämmor.
- Den nuvarande mekaniska orgeln med 15 stämmor är byggd 1878 av E A Setterquist & Son, Örebro. Den renoverades 1961 av samma firma. 1979 renoverades den av Finn Krohn's Orgelbyggeri, Hilleröd, Danmark.
- 2007-2008 restaurerad av Orgelbyggare Tomas Svenske AB, Vänge, varvid originaldispositionen återställdes.

| Huvudverk I         | Svällverk II        | Pedal         | Koppel   |
| Borduna 16´         | Rörflöjt 8´         | Subbas 16´    | I/P      |
| Principal 8´        | Salicional 8´       | Violoncell 8´ | II/P     |
| Flûte harmonique 8´ | Flûte octaviante 4´ | Basun 16´     | II/I     |
| Borduna 8'          | Crescendosvällare   |               | I 4'/I   |
| Gamba 8'            |                     |               | II 16'/I |
| Oktava 4'           |                     |               |          |
| Kvinta 2 2/3'       |                     |               |          |
| Oktava 2'           |                     |               |          |
| Trumpet 8'          |                     |               |          |

- Kororgeln byggdes 1995 av orgelbyggare Walter Thür Orgelbyggen AB, Torshälla och är färgsatt av arkitekt Jerk Alton.

| Man I. Huvudverk | Man II. Svällverk | Pedal      | Koppel |
| ---------------- | ----------------- | ---------- | ------ |
| Rörflöjt 8'      | Gedackt 8'        | Subbas 16' | II/I   |
| Bordunquint 6'   | Salicional 8'     |            | II/P   |
| Principal 4'     | Koppelflöjt 4'    |            | I/P    |
| Gedacktflöjt 4'  | Svegel 2'         |            |        |
| Gemshorn 2'      | Kvinta 1 1/3      |            |        |
|                  | Ters 1 3/5        |            |        |
|                  | Tremulant         |            |        |